# Rémecskék (film)
A Rémecskék (eredeti cím: Critters) 1986-ban bemutatott amerikai sci-fi filmvígjáték-horror, az azonos című filmfranchise első része. Elsőfilmes rendezőként Stephen Herek rendezte, aki a forgatókönyvet Domonic Muirral közösen írta. A főbb szerepekben Dee Wallace, M. Emmet Walsh, Billy Green Bush és Scott Grimes látható.
Az Amerikai Egyesült Államokban 1986. április 11-én bemutatott film vegyes kritikákat kapott. Az eredeti művet három folytatás, egy remake, valamint egy televíziós sorozat követte.

## Cselekmény
Egy távoli galaxisban a kisméretű, szőrös, csillapíthatatlanul falánk idegen lények, a rémecskék megszöknek szigorúan őrzött börtönükből. A Föld felé veszik az irányt, nyomukban két fejvadásszal. A kansasi farmon élő Brown családnak nemsokára szembe kell néznie az emberi húsra éhező, veszedelmes betolakodókkal.

## Szereplők
| Szerep             | Színész              | Magyar hang     |
| ------------------ | -------------------- | --------------- |
| Helen Brown        | Dee Wallace          | Halász Judit    |
| Harv               | M. Emmet Walsh       | Horkai János    |
| Jay Brown          | Billy Green Bush     | Trokán Péter    |
| Brad Brown         | Scott Grimes         | Glósz Viktor    |
| April Brown        | Nadine van der Velde | Závodszky Noémi |
| Charlie McFadden   | Don Keith Opper      | Méhes László    |
| Sally              | Lin Shaye            | Halász Aranka   |
| Steve Elliot       | Billy Zane           | Crespo Rodrigo  |
| Jeff Barnes        | Ethan Phillips       |                 |
| Ug / Johnny Steele | Terrence Mann        | Bozsó Péter     |
| Miller tiszteletes | Jeremy Lawrence      |                 |
| rémecskék (hangja) | Corey Burton         | eredeti hangon  |

## A film készítése
Bár a két évvel korábbi, hasonló témájú Szörnyecskék (1984) utánzatának tartják, Stephen Herek rendező szerint a film alapötlete annak bemutatója előtt született meg. Domonic Muirral a Szörnyecskék premierjét megelőzően írták a forgatókönyvet és utólag módosítottak is rajta, elkerülve több hasonlóságot az 1984-es filmmel.

## Fordítás
- Ez a szócikk részben vagy egészben  a   Critters (film) című angol Wikipédia-szócikk ezen változatának fordításán alapul.  Az eredeti cikk szerkesztőit annak laptörténete sorolja fel. Ez a jelzés csupán a megfogalmazás eredetét és a szerzői jogokat jelzi, nem szolgál a cikkben szereplő információk forrásmegjelöléseként.